# Gabriel-Beniamin Leș
Gabriel-Beniamin Leș (ur. 23 grudnia 1975 w Satu Mare) – rumuński polityk, parlamentarzysta, w 2017 i od 2018 do 2019 minister obrony narodowej.

## Życiorys
W 2002 ukończył studia z zakresu marketingu na Universitatea de Vest din Timișoara, a w 2004 studia z zakresu rachunkowości na Universitatea de Vest „Vasile Goldiș” din Arad. Od 1994 pracował jako projektant, a od 2000 jako dyrektor ds. ekonomicznych przedsiębiorstwa w swojej rodzinnej miejscowości. W latach 2004–2008 pełnił funkcję zastępcy burmistrza Satu Mare, w 2009 został zastępcą prefekta (przedstawiciela rządu) w okręgu Satu Mare. Później był m.in. dyrektorem wykonawczym oddziału APIA, agencji zajmującej się płatnościami i interwencjami na rynku rolnym. Od października 2015 do października 2016 zajmował stanowisko sekretarza stanu w resorcie obrony.
Od 2003 członek Partii Socjaldemokratycznej. W wyborach parlamentarnych z grudnia 2016 z ramienia PSD został wybrany w skład Senatu. 4 stycznia 2017 rozpoczął urzędowanie na stanowisku ministra obrony narodowej w gabinecie Sorina Grindeanu. Pełnił tę funkcję do 29 czerwca 2017. Powrócił na ten urząd w listopadzie 2018, dołączając do rządu Vioriki Dăncili. Zakończył urzędowanie w listopadzie 2019.